# Gerry Lively
Gerry Lively (* 20. Jahrhundert) ist ein US-amerikanischer Kameramann und Filmregisseur.

## Leben
Gerry Lively begann seine Karriere im Filmgeschäft in den frühen 1980er Jahren als Kameramann. In einigen Filmen trat er als Schauspieler in kleinen Rollen auf und gab 1990 sein Debüt als Regisseur mit dem Film More Than Feelings.
Für den Film Dungeons & Dragons – Die Macht der Elemente (2005) schrieb er auch am Drehbuch mit. 2012 inszenierte Lively mit Dungeons & Dragons 3: Das Buch der Dunklen Schatten eine Fortsetzung, die direkt für das Fernsehen produziert worden ist.

## Filmografie (Auswahl)
Kameramann
- 1988: Reise zurück in der Zeit (Waxwork)
- 1992: Spaceshift (Waxwork II: Lost in Time)
- 1992: Hellraiser III
- 1993: Return of the Living Dead III
- 1993: Warlock – Satans Sohn kehrt zurück (Warlock: The Armageddon)
- 1995: Kinder des Zorns III (Children of the Corn III)
- 1995: Friday
- 1996: Hellraiser IV – Bloodline
- 2000: Cutaway – Jede Sekunde zählt! (Cutaway)
- 2004: U-Boat (In Enemy Hands)

Regisseur
- 1990: More Than Feelings (Hot Steps)
- 1999: Mörderisches Geheimnis (Darkness Falls)
- 2000: Tödliche Wahrheit (The Guardian)
- 2001: Shattered Lies
- 2003: Windfall – Der stürmischste Coup aller Zeiten (Windfall, Fernsehfilm)
- 2005: Dungeons & Dragons – Die Macht der Elemente (Dungeons & Dragons: Wrath of the Dragon God)
- 2007: Der Bodyguard – Für das Leben deines Feindes (Body Armour, u. a. mit Til Schweiger)
- 2009: The Art of War III: Die Vergeltung (The Art of War III: Retribution)
- 2012: Dungeons & Dragons 3 (Dungeons & Dragons: The Book of Vile Darkness, Fernsehfilm)